# ماریام قازاریان
 ماریام قازاریان (ارمنی: Մարիամ Ղազարյան؛ زادهٔ ۲۴ ژوئن ۱۹۵۵) بازیگر اهل ارمنستان است.

## زندگی‌نامه
وی در ۲۴ ژوئن ۱۹۵۵ در ایروان به دنیا آمد و از آکادمی دولتی هنرهای زیبای ارمنستان فارغ‌التحصیل گشت. وی برنده جوایزی همچون مدال موسس خورناتسی ()،هنرمند افتخاری جمهوری ارمنستان (۲۰۰۸)، جایزه آرتاوازد و جایزه متاکسیا سیمونیان است.